# دافني كولر
دافني كولر (بالعبرية: דפנה קולר‏) (بالإنجليزية: Daphne Koller)‏ من مواليد 27 أغسطس 1968، هي بروفيسور أمريكية-إسرائيلية تُدرِّس في قسم علوم الحاسوب في جامعة ستانفورد نالت زمالة ماك آرثر. وهي أيضا أحد مؤسسي كورسيرا إحدى الشركات المهتمة بإنشاء منصات التعليم على الإنترنت. لها عشرات البحوث العلمية والعملية حول الذكاء الاصطناعي وكيفية تطبيقه والاستفادة منه في العلوم الطبية الحيوية. بشكل عام تُركز دافني في عملها على الاستدلال والتعلم واتخاذ القرارات وقد حاولت مؤخرا التركيز على رؤية الكمبيوتر وكيفية الاستفادة من هذه الرؤية في علم الأحياء الحسابي. جنبا إلى جنب مع الدكتورة آنا بنسلفانيا من جامعة ستانفورد؛ تُقدم كولر دراسات وتشرح برامج تعتمد بالأساس على مختلف عناصر البيانات للتنبؤ مما إذا كان الأطفال الخدج من المرجح أن يُعانون من مشاكل صحية أم لا.

## الحياة
حصلت على درجة البكالوريوس من الجامعة العبرية في القدس في عام 1985 وهي في سن السابعة عشر ثم نالت درجة الماجستير من نفس الجامعة في عام 1986 في سن الثامنة عشر.
حصلت على ردجة الدكتوراه من جامعة ستانفورد في عام 1993 تحت إشراف البروفسور يوسف هالبيرنهل، وأكملت أبحاث ما بعد الدكتوراه في جامعة كاليفورنيا في بيركلي من عام 1993 إلى عام 1995،  ثم انضمت إلى هيئة التدريس في جامعة ستانفورد تحت قسم علوم الحاسب في عام 1995. حصلت على زمالة ماك آرثر في عام 2004 ثم انتُخبت كعضوة في الأكاديمية الوطنية للهندسة في عام 2011 وزميلة أيضا في الأكاديمية الأمريكية للفنون والعلوم في عام 2014.
في نيسان/أبريل 2008 حصلت دافني كولر على أول منحة بقيمة 150,000 دولار من رابطة مكائن الحوسبة كما حصلت على جائزة في علوم الحاسبات. في عام 2009 نشرت كتابا عن احتمالية النماذج الرسومية رفقة الكاتب نير فريدمان. كما عَرضت دورة مجانية على الإنترنت حول نفس الموضوع؛ حيث بدأتها في شباط/فبراير 2012.
تعمل رفقة أندرو نج زميلة في جامعة ستانفورد وأستاذ علوم الكمبيوتر في مختبر الذكاء الاصطناعي حيث أطلق الثنائي شركة كورسيرا في عام 2012. شغلت منصب الرئيس التنفيذي ورئيس كورسيرا. اعتُرف بها وبإسهاماتها الكبيرة في مجال التعليم عبر الإنترنت حيث كانت ضمن أهم 10 أشخاص في عالم النت لعام 2010 حسب مجلة نيوزويك؛ كما جاءت في قائمة أكثر 100 شخص تأثيرا في عام 2012 حسب مجلة تايم ثم صُنفت كالمرأة الأكثر إبداعا في 2014. هذا وتجدر الإشارة إلى أنها قد غادرت كورسيرا في عام 2016 لتُصبح رئيس قسم الحوسبة في كاليكو. متزوجة من دان أفيدا.

## الأوسمة والجوائز
- 1994. جائزة آرثر صموئيل بفضل أطروحتها
- 1996. زمالة كلية سلون
- 1998. جائزة أوريكس للباحث الشاب
- 1999. جائزة العلماء والمهندسين (PECASE)
- 2001. جائزة أفضل عاملة على أجهزة الكمبيوتر
- 2003. ميدالية كوكس من جامعة ستانفورد
- 2004. زمالة ماك آرثر
- 2008. جائزة رابطة مكائن الحوسبة/انفوسيس
- 2010. 10 من بين أهم الناس حسب مجلة نيوزويك
- 2010. أشهر 100 سيدة حسب هافينغتون بوست
- 2011. زميلة في الأكاديمية الوطنية للهندسة
- 2013. قائمة 100 شخص الأكثر تأثيرا حسب مجلة تايم
- 2014. زميلة في الأكاديمية الأمريكية للفنون والعلوم
- 2014. جائزة الأكثر إبداعا في مجال الأعمال التجارية
- 2017. زميلة في الجمعية الدولية لعلم الأحياء الحسابي[20]